# Sägezahn-Generator

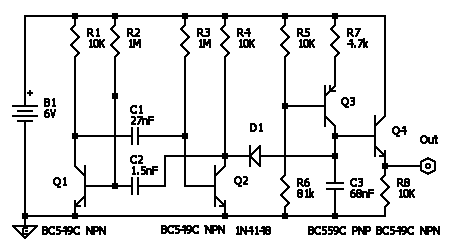
Sägezahn-Oszillator

Ein Sägezahn-Generator ist ein elektronischer Signalgenerator. Er liefert eine linear ansteigende Spannung, die periodisch wieder auf den Anfangswert zurückspringt (Sägezahnschwingung). Für die Bildpunkt-Bewegung eines Fernsehers mit Kathodenstrahlröhre werden zwei Sägezahnoszillatoren benötigt, durch die die horizontale und die vertikale Ablenkung besorgt werden.

## Funktionsweise
Der vorgestellte Sägezahnoszillator besteht aus einem Multivibrator mit Q1 und Q2, einer Konstantstromquelle mit Q3 und einem Impedanzwandler mit Q4. Weil die Aufladung von C3 mit einem konstanten Strom erfolgt, steigt die Spannung am Kondensator linear. Die Entladung von C3 erfolgt durch D1 und die Kollektor-Emitter-Strecke von Q2. Die Bauteile C1, C2 und R1 bis R4 sorgen für eine Multivibratorfrequenz von 50 Hertz. Weil die Kapazität von C2 deutlich kleiner ist als von C1, leitet Q2 deutlich kürzer als Q1. Während Q1 leitet, wird C3 geladen, während Q2 leitet, wird C3 entladen.

## Synchronisierter Sägezahn-Generator
In einem Fernseher wird der Sägezahnoszillator mit dem Signal vom Fernsehsender synchronisiert. Hierzu bekommt der Multivibrator einen Trigger-Eingang.

## Weitere Sägezahn-Generator Schaltungen
Die Miller-Integrator und Bootstrap-Schaltung erlaubt auch die Erzeugung einer linear ansteigenden Spannung. Die Kippschwinger- und Sperrschwinger-Schaltung erzeugt Sägezahnschwingungen, die gemäß dem Ladevorgang eines RC-Gliedes ansteigen. Die Miller-Transitron-Schaltung realisiert mit einer Pentode einen frei schwingenden Sägezahn-Generator.